# Harlan (Iowa)
Harlan é uma cidade localizada no estado americano de Iowa, no Condado de Shelby.

## Demografia
Segundo o censo americano de 2000, a sua população era de 5282 habitantes.
Em 2006, foi estimada uma população de 5134, um decréscimo de 148 (-2.8%).

## Geografia
De acordo com o United States Census Bureau tem uma área de
11,3 km², dos quais 11,3 km² cobertos por terra e 0,0 km² cobertos por água. Harlan localiza-se a aproximadamente 382 m acima do nível do mar.

## Localidades na vizinhança
O diagrama seguinte representa as localidades num raio de 16 km ao redor de Harlan.